# Юбер Гієн
Юбер Гієн (фр. Hubert Hien) — футболіст Верхньої Вольти, який грав на позиції півзахисника. Відомий за виступами в клубі «Райль Клюб дю Кадіого» та у складі національної збірної Верхньої Вольти.

## Футбольна кар'єра
На клубному рівні Юбер Гієн грав у складі верхньовольтійського клубу «Райль Клюб дю Кадіого». У 1978 році Гієн грав у складі національної збірної Верхньої Вольти, яка за збігом обставин потрапила до фінального турніру Кубка африканських націй 1978 року. На цьому турнірі, де збірна Верхньої Вольти закінчила виступи після групового турніру, Юбер Гієн відзначився забитим м'ячем, який став для збірної Верхньої Вольти першим, проведеним у фінальній частині Кубка африканських націй.